# Skrzyszów (Silésie)
Pour les articles homonymes, voir Skrzyszów.
Skrzyszów est une localité polonaise de la gmina de Godów, située dans le powiat de Wodzisław en voïvodie de Silésie.